# Esqui alpino nos Jogos Olímpicos de Inverno de 2018 - Combinado feminino
O combinado feminino nos Jogos Olímpicos de Inverno de 2018 foi disputado em 22 de fevereiro no Centro Alpino Jeongseon e no Centro Alpino Yongpyong, ambos localizados em Bukpyeong-myeon, Jeongseon.

## Medalhistas
| Ouro   | SUI Michelle Gisin   |
| Prata  | USA Mikaela Shiffrin |
| Bronze | SUI Wendy Holdener   |

## Resultados
| Pos. | Bib | Atleta                      | Downhill | Pos. | Slalom | Pos. | Total   | Diferença |
| ---- | --- | --------------------------- | -------- | ---- | ------ | ---- | ------- | --------- |
| 01 ! | 1   | SUI Michelle Gisin          | 1:40.14  | 3    | 40.76  | 4    | 2:20.90 | —         |
| 02 ! | 19  | USA Mikaela Shiffrin        | 1:41.35  | 6    | 40.52  | 3    | 2:21.87 | +0.97     |
| 03 ! | 3   | SUI Wendy Holdener          | 1:42.11  | 10   | 40.23  | 1    | 2:22.34 | +1.44     |
| 4    | 6   | NOR Ragnhild Mowinckel      | 1:40.11  | 2    | 42.52  | 11   | 2:22.63 | +1.73     |
| 5    | 2   | SVK Petra Vlhová            | 1:42.58  | 13   | 40.41  | 2    | 2:22.99 | +2.09     |
| 6    | 18  | CAN Valérie Grenier         | 1:41.79  | 8    | 41.65  | 8    | 2:23.44 | +2.54     |
| 7    | 15  | AUT Ramona Siebenhofer      | 1:40.34  | 4    | 43.11  | 15   | 2:23.45 | +2.55     |
| 8    | 5   | ITA Federica Brignone       | 1:42.51  | 12   | 41.02  | 6    | 2:23.53 | +2.63     |
| 9    | 11  | SUI Denise Feierabend       | 1:43.04  | 17   | 40.90  | 5    | 2:23.94 | +3.04     |
| 10   | 7   | ITA Marta Bassino           | 1:42.61  | 14   | 41.63  | 7    | 2:24.24 | +3.34     |
| 11   | 20  | SLO Ana Bucik               | 1:42.77  | 15   | 41.99  | 9    | 2:24.76 | +3.86     |
| 12   | 10  | FRA Laura Gauché            | 1:42.15  | 11   | 42.64  | 12   | 2:24.79 | +3.89     |
| 13   | 12  | AUT Ricarda Haaser          | 1:41.75  | 7    | 43.06  | 14   | 2:24.81 | +3.91     |
| 14   | 8   | SRB Nevena Ignjatović       | 1:42.88  | 16   | 42.23  | 10   | 2:25.11 | +4.21     |
| 15   | 24  | USA Alice Merryweather      | 1:43.17  | 18   | 43.73  | 16   | 2:26.90 | +6.00     |
| 16   | 26  | POL Maryna Gąsienica-Daniel | 1:44.35  | 19   | 42.84  | 13   | 2:27.19 | +6.29     |
| 17   | 30  | CZE Kateřina Pauláthová     | 1:44.83  | 20   | 44.26  | 17   | 2:29.09 | +8.19     |
| 18   | 27  | SVK Barbara Kantorová       | 1:45.58  | 21   | 44.36  | 18   | 2:29.94 | +9.04     |
| —    | 4   | FRA Romane Miradoli         | 1:41.83  | 9    | DNF    | —    | —       | —         |
| —    | 13  | USA Lindsey Vonn            | 1:39.37  | 1    | DNF    | —    | —       | —         |
| —    | 23  | BIH Elvedina Muzaferija     | 1:46.62  | 22   | DNF    | —    | —       | —         |
| —    | 9   | SLO Maruša Ferk             | 1:40.98  | 5    | DSQ    | —    | —       | —         |
| —    | 22  | ITA Johanna Schnarf         | DNF      | —    | —      | —    | —       | —         |
| —    | 25  | AUS Greta Small             | DNF      | —    | —      | —    | —       | —         |
| —    | 28  | CAN Candace Crawford        | DNF      | —    | —      | —    | —       | —         |
| —    | 29  | BEL Kim Vanreusel           | DNF      | —    | —      | —    | —       | —         |
| —    | 31  | CHI Noelle Barahona         | DNF      | —    | —      | —    | —       | —         |
| —    | 32  | CAN Roni Remme              | DNF      | —    | —      | —    | —       | —         |
| —    | 14  | AUT Stephanie Venier        | DNS      | —    | —      | —    | —       | —         |
| —    | 16  | ITA Sofia Goggia            | DNS      | —    | —      | —    | —       | —         |
| —    | 17  | FRA Anne-Sophie Barthet     | DNS      | —    | —      | —    | —       | —         |
| —    | 21  | MON Alexandra Coletti       | DNS      | —    | —      | —    | —       | —         |

Legenda
| Recorde mundial      | Recorde mundial (World record)               |                       | Recorde africano                      | Recorde africano (African) |                                           | Q | Classificado por posição (Qualified) |
| Recorde olímpico     | Recorde olímpico (Olympic record)            | Recorde da América    | Recorde da América (Americas)         | q                          | Classificado por melhor tempo (Qualified) |   |                                      |
| Melhor marca do ano  | Melhor marca do ano (World leading)          | Recorde asiático      | Recorde asiático (Asian)              | DNS                        | Não largou (Did not start)                |   |                                      |
| Recorde nacional     | Recorde nacional (National record)           | Recorde europeu       | Recorde europeu (European)            | DNF                        | Não terminou (Did not finish)             |   |                                      |
| Recorde pessoal      | Recorde pessoal do atleta (Personal best)    | Recorde da Oceania    | Recorde da Oceania (Oceania)          | DSQ / DQ                   | Desclassificado (Disqualified)            |   |                                      |
| Recorde da temporada | Recorde da temporada do atleta (Season best) | Recorde sul-americano | Recorde sul-americano (South America) | NM                         | Sem marca (No mark)                       |   |                                      |